# Dedina
Dedina je naselje u Hrvatskoj u sastavu općine Svetog Petra Orehovca. Nalazi se u Koprivničko-križevačkoj županiji. 

## Zemljopis
Jugozapadno su Mikovec, Hrgovec, Črnčevec, Zamladinec i Selanec, sjeverozapadno je Potok Kalnički, sjeverno je Kamešnica, istočno je rječica i Žibrinovec, jugoistočno je Sveta Helena, južno su Piškovec i Bočkovec, 

## Stanovništvo
| broj stanovnika | 200   | 232   | 280   | 262   | 318   | 378   | 360   | 356   | 354   | 348   | 334   | 319   | 275   | 249   | 233   | 202   | 193   |
|                 | 1857. | 1869. | 1880. | 1890. | 1900. | 1910. | 1921. | 1931. | 1948. | 1953. | 1961. | 1971. | 1981. | 1991. | 2001. | 2011. | 2021. |